# Triaenodes lankarama
Triaenodes lankarama är en nattsländeart som beskrevs av Schmid 1958. Triaenodes lankarama ingår i släktet Triaenodes och familjen långhornssländor. Inga underarter finns listade i Catalogue of Life.